# Paul Brunel
Paul Antoine Brunel (Chalmoux, 12 marzo 1830 – Inghilterra, 1904) è stato un militare francese.
Fu una personalità della Comune di Parigi.

## Biografia
Sottotenente del 4º reggimento cacciatori, si dimise dall'esercito nel luglio del 1864. Durante l'assedio di Parigi del 1870 prese parte al sollevamento del 31 ottobre contro il governo di difesa nazionale. 
Il 26 gennaio 1871, all'annuncio dell'armistizio con i tedeschi, tentò di impadronirsi dei forti dell'est parigino. Arrestato, fu liberato il 26 febbraio dalle guardie nazionali ed entrò a far parte del Comitato centrale della Guardia. Il 18 marzo, durante l'insurrezione e la cacciata del governo Thiers da Parigi, s'impadronì della caserma Prince-Eugène e dell'Hôtel de Ville, issandovi la bandiera rossa. 
Eletto il 26 marzo dal VII arrondissement al Consiglio della Comune, chiese di essere adibito a compiti militari e organizzò la difesa del forte di Issy. Criticò la disorganizzazione delle forze militari e il 15 maggio fu arrestato per abbandono di posto. Liberato il 21 maggio, combatté sulle barricate durante la Settimana di sangue e venne ferito. 
Riuscì a sfuggire alla repressione del governo di Versailles rifugiandosi in Inghilterra, dove insegnò alla Scuola navale di Dartmouth.